# Кота Даскалов
Костадин (Коста, Кота, Кото) Петров Даскалов (на сръбски: Коста Даскаловић, Коста Даскалов) е български общественик, деец на българското Възраждане.

## Биография
Кота Даскалов е роден в Пирот, в семейството на известния пиротски учител, даскал Пейчо. По професия е търговец.
В 1871 година е един от двамата представители на Нишавската епархия на българския Църковно-народен събор в Цариград. Подкрепя основаното през 1872 година пиротско читалище „Просвета“.
В началото на 1878 година е кмет на Пирот. Името му присъства в поздравителен адрес до сръбския княз Милан от 9 април 1878 г., подписите за който според представителите на пиротската община Коце Григориев и Симеон Христов са събрани със заплахи.
След влизането на българските войски в Пирот по време на Сръбско-българската война от 1885 година е кмет на града. След 15 декември 1885 г., когато сръбските власти се връщат в Пирот, е сред преследваните от коменданта на града майор Светозар Магдаленич. Подпалена е къщата и механата му. Осем души, сред които и Даскалов, са осъдени на смърт за измяна от извънреден съд, близо 100 семейства са интернирани от Пирот. Според официалната версия е разстрелян на 24 декември 1885 година, но се смята, че е убит преди 21 декември, а присъдата е оформена след убийството му.

През 1919 година живеещите в България пиротчанци пишат в Адрес-плебисцита до президента на САЩ Уилсън и до правителствата на държавите от Антантата:
| „ | ...същият този Кота Даскалов, който през 1871 добрите сърби бяха обявили за „един от най-добрите българи и един от най-големите радетели на българската кауза“ бе осъден на смърт 14 години по-късно за същите тези качества – привързаност и преданост към българската кауза и разстрелян заедно с още трима свои сънародници. | “ |